# Walworth County (Wisconsin)
Das Walworth County ist ein County im US-amerikanischen Bundesstaat Wisconsin. Im Jahr 2020 hatte das County 106.478 Einwohner und eine Bevölkerungsdichte von 74 Einwohnern pro Quadratkilometer. Der Verwaltungssitz (County Seat) ist Elkhorn.

## Geografie
Das County liegt im Südosten von Wisconsin, grenzt im Süden an Illinois, ist im Osten etwa 60 km vom Michigansee entfernt. Es hat eine Fläche von 1493 Quadratkilometern, wovon 55 Quadratkilometer Wasserfläche sind. An das Walworth County grenzen folgende Nachbarcountys:
| Jefferson County        |  | Waukesha County               |
| Rock County             |  | Racine County, Kenosha County |
| Boone County (Illinois) |  | McHenry County (Illinois)     |

## Geschichte

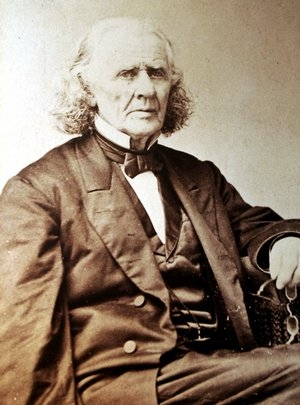
Walworth

Das Walworth County wurde 1836 als Original-County aus Teilen des Wisconsin-Territoriums gebildet. Benannt wurde es nach Reuben Hyde Walworth, einem New Yorker Juristen und Staatsmann.

## Demografische Daten
Nach der Volkszählung im Jahr 2010 lebten im Walworth County 102.228 Menschen in 39.407 Haushalten. Die Bevölkerungsdichte betrug 71,1 Einwohner pro Quadratkilometer. In den 39.407 Haushalten lebten statistisch je 2,52 Personen.
Ethnisch betrachtet setzte sich die Bevölkerung zusammen aus 96,3 Prozent Weißen, 1,1 Prozent Afroamerikanern, 0,4 Prozent amerikanischen Ureinwohnern, 0,9 Prozent Asiaten, 0,1 Prozent Polynesiern sowie aus anderen ethnischen Gruppen; 1,1 Prozent stammten von zwei oder mehr Ethnien ab. Unabhängig von der ethnischen Zugehörigkeit waren 10,7 Prozent der Bevölkerung spanischer oder lateinamerikanischer Abstammung.
22,7 Prozent der Bevölkerung waren unter 18 Jahre alt, 63,0 Prozent waren zwischen 18 und 64 und 14,3 Prozent waren 65 Jahre oder älter. 50,0 Prozent der Bevölkerung war weiblich.

Das jährliche Durchschnittseinkommen eines Haushalts lag bei 54.443 USD. Das Pro-Kopf-Einkommen betrug 27.005 USD. 12,8 Prozent der Einwohner lebten unterhalb der Armutsgrenze.

## Religion
Es existieren acht katholische Pfarreien:
- St. Andreas, Delavan
- St. Peter, East Troy
- St. Patrick, Elkhorn
- St. Benedikt, Fontana
- St. Franz von Sales, Lake Geneva
- St. Joseph, Lyons
- St. Katharina, Sharon
- St. Patrick, Whitewater

## Ortschaften im Walworth County
Citys
| - Burlington1 - Delavan - Elkhorn | - Lake Geneva - Whitewater4 |

Villages
| - Bloomfield - Darien - East Troy | - Fontana-on-Geneva Lake - Genoa City2 - Mukwonago3 | - Sharon - Walworth - Williams Bay |

Census-designated places
| - Como - Delavan Lake - Lake Ivanhoe - Lake Lorraine | - Lauderdale Lakes - Potter Lake - Springfield - Turtle Lake |

Andere Unincorporated Communities
| - Abells Corners - Adams - Allen’s Grove - Bardwell - Big Foot Prairie - Bowers | - East Delavan - Fairfield5 - Heart Prairie - Hilburn - Honey Creek - Inlet | - La Grange - Lake Beulah - Lake Como - Lake Lawn - Lauderdale - Lauderdale Shores | - Linton - Little Prairie - Lyons - Millard - North Bloomfield - Richmond | - Spring Prairie - Tibbets - Troy - Troy Center - Voree - Zenda |

1 – teilweise im Racine County

2 – teilweise im Kenosha County

3 – teilweise im Waukesha County

4 – teilweise im Jefferson County

5 – teilweise im Rock County

## Gliederung
Das Walworth County ist neben den fünf Citys und neun Villages in 16 Towns eingeteilt:
| Town               | Einwohner (2010) | FIPS     |
| ------------------ | ---------------- | -------- |
| Town of Bloomfield | 6278             | 55-08275 |
| Town of Darien     | 1693             | 55-18850 |
| Town of Delavan    | 5285             | 55-19475 |
| Town of East Troy  | 4021             | 55-22125 |
| Town of Geneva     | 4993             | 55-28550 |
| Town of Lafayette  | 1979             | 55-40950 |
| Town of La Grange  | 2454             | 55-41050 |
| Town of Linn       | 2383             | 55-44750 |

| Town                   | Einwohner (2010) | FIPS     |
| ---------------------- | ---------------- | -------- |
| Town of Lyons          | 3698             | 55-46725 |
| Town of Richmond       | 1884             | 55-67725 |
| Town of Sharon         | 907              | 55-72900 |
| Town of Spring Prairie | 2181             | 55-76175 |
| Town of Sugar Creek    | 3943             | 55-78100 |
| Town of Troy           | 2353             | 55-80875 |
| Town of Walworth       | 1702             | 55-83275 |
| Town of Whitewater     | 1471             | 55-86950 |